# Igiene del sonno
L'igiene del sonno è un insieme di pratiche che migliorano la qualità del sonno. L'espressione venne utilizzata per la prima volta nel 1939 da Nathaniel Kleitman e usato nel contesto della moderna medicina del sonno da Peter Hauri in "No More Sleepless Nights" (1977).

## Indicatori di qualità del sonno

### Sintomi di scarsa qualità
Se la qualità del sonno è compromessa siccome non si segue l'igiene del sonno, una persona avrà ricadute negative a livello fisico e mentale su una persona anche nel momento in cui dorme un numero di ore sufficiente. Dei segni di scarsa igiene del sonno sono difficoltà ad addormentarsi, svegliarsi più volte durante la notte e sentirsi stanchi durante il giorno anche dopo avere dormito quanto necessario, oltre a problemi psico-fisici analoghi a quelli di privazione del sonno e debito di sonno.
In Cina secondo uno studio del 2023, una scarsa qualità del sonno ha causato nelle ostetriche a problemi gastrointestinali. La scarsa qualità del sonno era dovuta allo svolgimento dei turni notturni nei reparti di ostetrìcia. Il fatto che l'assenza di igiene del sonno abbia colpito l'apparato digerente non sarebbe un caso siccome nell'intestino, pancreas e cistifellea è situato il sistema nervoso enterico (ENS), che viene spesso indicato come un "secondo cervello" nel corpo umano siccome controlla autonomamente il funzionamento dell'apparato digerente e la sua omeostasi. Secondo lo studio, un sonno scarso e di bassa qualità è associato a scarsa salute gastrointestinale e viceversa.

### Sintomi di buona qualità
Una buona qualità del sonno migliora l'umore, la concentrazione, la memoria, aiuta a mantenere un peso sano, contribuisce a combattere le malattie e previene sia patologie del sonno (e.g., l'insonnia) che patologie fisiche come il diabete, le cardiopatie come l'ipertensione arteriosa e l'aritmia cardiaca e l'obesità. Quindi, l'igiene del sonno ha ricadute positive sul sistema neurologico, cardiovascolare, immunitario e endocrino.
Contestualmente, una buona qualità del sonno promuove il meccanismo neurochimico della neurogenesi, cioè della nascita di nuovi neuroni a partire da nuove cellule staminali neurali nella zona subgranulare del giro dentato, che è la zona neurogenica all'interno della formazione dell'ippocampo. Quest'ultima svolte un ruolo centrale nei processi di memorizzazione. Attraverso la neurogenesi, l'ippocampo aumenta di volume. La neurogenesi avviene anche nella zona subventricolare. Una scarsa qualità del sonno è un elemento stressogeno che squilibra la normale fisiologia del cervello e ostacola la proliferazione di cellule staminali neurali, per cui la neurogenesi è diminuita insieme al volume ippocampale. Di contro, una privazione del sonno di durata breve ha un impatto piccolo.
Infine, una buona qualità del sonno e una quantità sufficiente di sonno sono fortemente correlate a buoni risultati scolastici negli studenti. Infatti, il sonno regolare e di alta qualità migliora il livello di attenzione e concentrazione, la memoria di lavoro e le abilità di problem solving e diminuisce i vuoti di memoria. Inoltre, supporta anche la motivazione nello studio siccome le emozioni depressive sono ridotte grazie al regolamento delle emozioni e le relazioni interpersonali sono supportate. Infine, previene il burnout da apprendimento (learning burnout) o "burnout accademico" ed è correlato anche a buoni voti nei test. Tuttavia, un sonno sufficiente e di alta qualità la notte prima di un test non ha avuto nessun impatto sui risultati nel test: l'impatto è stato notato se il sonno di qualità era presente da una settimana a un mese prima del test. In generale, il sonno è correlato all'apprendimento, a prescindere che sia scolastico o extrascolastico/extracurriculare: ad esempio, nei bambini molto piccoli e negli studenti, il sonno aiuta a integrare un nuovo vocabolo nel lessico mentale e a riorganizzarlo al suo interno (e.g., collegandolo ad altri vocaboli); inoltre, il sonno aiuta la generalizzazione di una regola grammaticale. Pertanto, un sonno di qualità appoggia l'acquisizione delle lingue straniere e native (inclusa l'acquisizione del vocabolario).
Uno dei pochi controesempi è in Tamminen, Newbury e Crowley che nel 2020, che hanno mostrato come una sessione di deprivazione del sonno in un ambiente controllato la notte prima o dopo la sessione di apprendimento non ha impattato l'apprendimento di un nuovo alfabeto.

## Misure per il miglioramento della qualità
L'igiene del sonno è oggetto di una serie di ricerche mirate a massimizzare la qualità delle ore di sonno e dunque del benessere psico-fisico di una persona legato al sonno. Queste ricerche hanno portato all'elaborazione di una serie di raccomandazioni e buone abitudini:
- in base alla propria routine quotidiana e al proprio fabbisogno di sonno (cioè al numero di ore da passare a dormire in base alla propria fascia d'età), calcolare un orario per addormentarsi e svegliarsi e seguirli con costanza ogni giorno (weekend inclusi),[1][10][11] per cui ci si addormenta e sveglia regolarmente in quegli orari. Questa abitudine, insieme alla propria quotidiana, va seguita anche a seguito di insonnia, per cui si prova stanchezza psico-fisica.[11]
- Dormire solo quando si è stanchi, per cui non si passa tempo a letto a cercare di dormire quando non c'è bisogno.[11] I sonnellini, le pennichelle e la siesta sono consentite ma devono durare meno di un'ora e essere svolta prima delle 3:00PM;[11] secondo altre fonti, devono durare meno di mezz'ora.[1][12]
- Se dopo 20 o 30 minuti a letto non si riesce a prendere sonno, alzarsi e fare qualcosa di rilassante per provare a prendere sonno[11] usando una luce soffusa, morbida e tenue,[1] ad esempio sedersi e leggere un libro o ascoltare musica rilassante.[13] Ad ogni modo, le attività stimolanti e iperstimolanti vanno evitate: un esempio di attività stimolante o iperstimolante è l'attività fisica pesante. Qualora sia necessario svolgere attività fisica pesante, essa va svolta al massimo da 2 ore[10] a 3 ore[1] o addirittura 4 ore[11] prima di andare a dormire.
- Minimizzare ogni fonte di luce naturale e artificiale,[1][10][11] siccome disturba il nervo ottico e porta a restare svegli. Per la precisione, la luce rallenta o impedisce alla ghiandola pineale nel cervello di secernere la melatonina, che è l'ormone del sonno.[14] Se necessario, si può mettere il telefono con lo schermo rivolto verso il basso per evitare la luce indesiderata[13] o disattivare le notifiche. Inoltre, si può anche usare la mascherina per dormire.[14] Alcune maschere per dormire sono traspirabili, in materiale morbido e hanno anche un ferretto sul naso regolabile, per cui la luce che potrebbe filtrare dalla zona nasale viene bloccata.[15]
- Minimizzare ogni fonte di rumore.[4][14] Se necessario, si possono usare i tappi per le orecchie[1] oppure un congegno che produce in sottofondo un rumore bianco continuo di tipo rilassante (e.g., il rumore della pioggia) per coprire altri rumori[10] o musica ambient rilassante.[13] Inoltre, è buona prassi mettere il cellulare in modalità silenziosa.[13]
- Non leggere da schermi luminosi e che producono luce artificiale almeno un'ora prima di andare a dormire; esempi di schermi luminosi da cui leggere sono il computer, il tablet e il cellulare.[13] Se è necessario leggere, si può leggere su supporto cartaceo invece che digitale. Inoltre, le attività svolte su schermi luminosi sono iperstimolanti e stimolano il cervello anche per ore dopo il loro svolgimento.[1]
- Consumare caffè e cioccolata, tè comune, alcol e sigarette al massimo 4-6 ore prima di andare a letto siccome la caffeina, teina, etanolo e nicotina a livello neurochimico sono sostanze stimolanti per il sistema nervoso centrale (cioè per il cervello).[4][11] In particolare, l'alcol rilassa in un primo momento, ma provoca un sonno leggero;[14] inoltre, in un secondo momento ha un effetto stimolante interferisce con i meccanismi del sonno; in particolare, riduce la fase REM e può portare anche a russare.[10] È possibile consumare caffè decaffeinato, tè deteinato[11] e bevande analcoliche.
- Una dieta eccessivamente ricca di zuccheri/glucidi oppure una dieta con alto contenuto di grassi saturi e contemporaneamente un basso contenuto di fibre, oltre a portare a danni di vario tipo all'organismo, tende a alleggerire il sonno, per cui diventa meno ristoratore. In particolare, gli effetti negativi dei grassi sul sonno sono più alti se i grassi sono assunti di sera, dunque all'ora di cena. Inoltre, l'aumento dell'assunzione di zuccheri e di carboidrati non derivanti da fibre (e.g., farinacei integrali) aumenta la tendenza a svegliarsi in piena notte. Anche in tal caso, una grande assunzione di carboidrati non derivanti da fibre di sera riduce la secrezione notturna di melatonina e ritarda il ritmo circadiano del cambio di temperatura del corpo durante il sonno. L'aumento di carboidrati non derivanti da fibre e grassi nella propria dieta può accorciare il sonno di 2-4 ore.[16]
- Usare il letto solo per dormire, siccome il cervello deve associare il letto al sonno. Per cui, le attività da evitare mentre si è seduti o sdraiati sul letto sono per esempio studiare, guardare la televisione, ascoltare la radio, mangiare, lavorare al computer portatile e/o leggere. Idealmente, il letto va solo usato per dormire, riposare, vestirsi e avere rapporti sessuali.[1][11]
- Non mangiare un pasto pesante appena prima di andare a letto siccome una digestione impegnativa ostacola il sonno.[1][4][11][13] Lo stomaco per favorire il sonno deve essere pieno, ma non completamente. In caso di stomaco vuoto, per evitare che la sensazione di fame interferisca con il sonno, si può mangiare uno snack leggero o bere un bicchiere di latte tiepido. Il latte in particolare contiene il triptofano, un amminoacido essenziale che aiuta il sonno[11] perché porta alla produzione della serotonina da parte dei neuroni serotoninergici; la serotonina è un neurotrasmettitore che favorisce il sonno. Una variante del comune latte è il latte d'oro (golden milk), cioè una bevanda tradizionale indiana formata da latte (anche vegetale), cannella/cinnamomo, curcuma, pepe nero e miele come dolcificante: l'aggiunta di curcuma permette di assumere curcumina che, oltre a promuovere la neurogenesi, in base a degli esperimenti sui ratti allunga la fase REM.[17] La curcuma aiuta anche contro l'insonnia nei casi di donne con sindrome premestruale e dismenorrea.[18] Il pepe nero è importante da assumere insieme alla curcuma in generale siccome la piperina (un alcaloide contenuto nel pepe nero) migliora in modo pesante l'assorbimento della curcumina, rendendola dunque più biodisponibile; probabilmente, la piperina permette alla curcumina di attraversare più facilmente la parete intestinale, oppure rallenta lo smaltimento della curcumina nel sangue da parte del fegato. Per ogni grammo di curcuma, è sufficiente un milligrammo di pepe nero.[19] In generale, un pasto medio va consumato almeno 3 ore prima di andare a letto.[10]
- Oltre al latte tiepido, altre due bevande che favoriscono il sonno sono il tè di camomilla e il tè di passiflora assunto per almeno 7 giorni.[20][21] In particolare, la camomilla riduce il numero di risvegli notturni e, in caso di risvegli, diminuisce il tempo di veglia notturna. Tuttavia, non aumenta la durata del sonno e l'efficienza generale del sonno.[22] La camomilla ha portato a effetti positivi anche nei soggetti anziani se consumata per 4 settimane[23] e nelle donne nel trattamento della depressione post-partum e nei relativi disturbi del sonno, con effetti immediati. Tuttavia, nelle donne post-parto, l'uso della camomilla è supplementare, per cui da solo non basta.[24] In base a un esperimento sui ratti deprivati del sonno, l'assunzione di estratti di cannella ha portato a un aumento della produzione di melatonina e serotonina e a una decrescita nella produzione di norepinefrina, per cui la loro insonnia poteva essere curata.[25] Questo risultato suggerisce potenzialmente anche l'efficacia del tè alla cannella.
- La temperatura della stanza deve essere fresca[13] o molto tiepida,[1] siccome è difficile dormire con un temperatura afosa.[13] Una stanza afosa si può raffreddare con l'aerazione o con sistemi di raffreddamento (e.g., condizionatori e ventilatori). In generale, una temperatura ideale si aggira tra i 15° e i 20 °C circa, cioè 60-67 °F.[14]
- Se il cuscino e il materasso sono danneggiati e dunque disturbano il sonno, vanno cambiati.[10]
- Un bagno tiepido che rilassa i muscoli, degli esercizi di respirazione profonda, una sessione di yoga, una sessione di stretching (e dunque di allungamento delle fasce muscolari) o una sessione di esercizi di rilassamento progressivo dei muscoli possono aiutare a rilassarsi prima di andare a letto. Inoltre, lo yoga e lo stretching non sono classificabili come attività fisica pesante.[1][10]
- Alcune lozioni per la cura della pelle serale (skincare) utilizzabili dopo il bagno o doccia tiepida sono a base di prodotti rilassanti, come ad esempio la lavanda e gli estratti di semi di canapa.
- L'ascolto di musica rilassante può aiutare il sonno.[13] Una musica apposita per favorire l'addormentamento è la musica ambient per dormire (Sleep Ambient Music); l'uso di musica ambient per addormentarsi più facilmente, aumentare la qualità del sonno e migliorare l'umore è detto Sleep Ambient Music Intervention (SAMI) e fa parta della musicoterapia. Una ricerca ha mostrato dei miglioramenti nella qualità del sonno e nell'umore degli studenti del college dopo 2-7 giorni di ascolto di musica ambient per dormire 30 minuti prima di andare a letto. Inoltre, gli effetti della ricerca sono più facilmente riproducibili siccome questo preciso genere musicale ha caratteristiche molto standardizzate (e.g., tempo rallentato, melodie piatte, basso livello di energia, suono basso).[26] Anche la brain-wave music, cioè la musica generata a partire dalle onde e segnali dell'elettroencefalografia (EEG) hanno un effetto positivo sul sonno. In particolare, quella del sottogenere SWS (Slow-Wave Sleep) brain-wave music ha avuto un impatto positivo sull'efficienza del sonno in uno studio, a differenza della REM brain-wave music e del rumore bianco. L'ascolto era svolto un'ora e mezza prima di andare a dormire.[27] Il rumore bianco tuttavia può coprire altri rumori ambientali.
- La meditazione può aiutare il sonno.[1][13] La meditazione apposita prima di prendere sonno viene detta "Beditation" (una fusione di "Bed" e "Meditation") e si articola in delle pratiche specifiche.[13]
- Avere un rapporto sessuale prima di andare a dormire può incrementare la sonnolenza siccome l'orgasmo rilascia ormoni come l'ossitocina e la prolattina, che provocano rilassamento.[28]
- Lo stress e l'ansia ostacolano il sonno a causa della produzione di cortisolo, un ormone steroideo. In caso di preoccupazioni per il giorno successivo, scaricare i pensieri in una lista di cose da fare (to-do list)[13] o da tenere a mente è benefico verso il sonno. In caso di comportamenti ansiogeni continui, un intervento più a fondo è offerto dalla CBT (Cognitive Behavioural Therapy),[13] cioè dalla terapia cognitivo-comportamentale, che è mirata a cambiare il modo in cui una persona ansiosa pensa a livello cognitivo e agisce a livello comportamentale per affrontare meglio i problemi quotidiani; infatti, dei pattern negativi tra cognizione, pensieri, emozioni e azione diminuiscono la qualità della vita.[29] In alternativa, un altro intervento contro l'ansia è offerto dalla meditazione mindfulness.
- Indossare i calzini mentre si dorme aiuta in minima parte a regolare la temperatura del corpo, per cui è più facile addormentarsi. Infatti i calzini riscaldano i piedi, permettono ai suoi vasi sanguigni di dilatarsi e di conseguenza provocano una fuga di calore dai piedi; a ruota, abbassano la temperatura corporea centrale (core body temperature). L'abbassamento della temperatura è fondamentale per addormentarsi: il corpo già di sera abbassa la propria temperatura di uno o due gradi. Secondo uno studio di Ko e Lee (2018), dormire con i calzini porta ad addormentarsi 8 minuti prima, a dormire 32 minuti in più e a diminuire il numero di risvegli notturni.[30][31] Siccome regolare la temperatura del corpo è importante tanto quanto regolare quella della stanza, anche per questo motivo l'acqua di un bagno o doccia serale non deve essere eccessivamente calda ma tiepida: l'acqua tiepida in un primo momento riscalda il corpo, dopodiché prova una dispersione di calore a causa della vasodilatazione.[31] Il sonno con le calze non dovrebbe essere seguito solo se si sentono i piedi troppo caldi con le calze addosso.[31]
- Per tenere la temperatura del corpo fresca, si possono usare anche pigiami raffreddanti (cooling pajamas) e coperte raffreddanti (cooling sheets) di cotone, microfibra ultra-fine, lino, rayon di bambù o fibra di eucalipto. Il terzo tipo di prodotto è il cuscino raffreddante (cooling pillow), che contiene un gel che regola la temperatura.[32]
- In caso di dolori al collo che impediscono un sonno regolare, una serie di cuscini appositi possono aumentare la qualità del sonno. Questi cuscini sono fatti in lattice o di memory foam, cioè una schiuma simile alla gommapiuma.[33]
- Usare un materasso in memory foam contribuisce a regolare la temperatura del corpo e provocano sollievo ai punti di pressione, potenzialmente migliorando la qualità del sonno.[34]
- L'uso di particolari profumi in aromaterapia può avere un impatto positivo sul sonno. In uno studio, un gruppo di soggetti si è fatto spruzzare sulla maglietta un'alta dose di olio sintetico di gelsomino combinato con olio essenziale di lavanda e passiflora. Rispetto al gruppo di controllo, che è stato trattato con un placebo, la qualità del sonno è migliorata siccome i risvegli notturni sono diminuiti.[35] Un altro studio ha anche indicato il rosmarino come un aiuto contro l'insonnia. I partecipanti allo studio avevano dei gusti personali nella scelta del profumo per dormire.[36] Gli effetti aromaterapici promettenti dell'olio essenziale di rosmarino,[37][38] di lavanda,[39][40] di camomilla[41] e di bergamotto[42] sul sonno e ansia sono confermati da alcune ricerche scientifiche a causa delle sostanze che contengono. L'olio essenziale di bergamotto ha anche aiutato i pazienti in terapia intensiva a seguito di operazione chirurgica a migliorare la qualità del sonno.[43]
- L'attività sessuale che comprende l'orgasmo ha effetti positivi sul sonno, mentre l'attività sessuale senza orgasmo ha effetti negativi, specialmente per gli uomini.[44]

in generale, la gravidanza può influenzare la qualità del sonno nel momento in cui la futura madre ha dei sogni disforici (incubi) sul neonato, sulla nascita e sul lavoro. Avere degli incubi a tema è normale ed è possibile parlarne con il partner o l'ostetrica.
In medicina, il modello BEARS (2004) serve come strumento di screening/vagliatura e analisi in contesto pediatrico: problemi nell'orario in cui si va a letto (Bedtime issues), eccessiva sonnolenza diurna (Excessive daytime sleepiness), risvegli notturni (Awakenings), regolarità e durata del sonno (Regularity and duration of sleep) e russamento (Snoring).
Nel caso in cui una persona soffra di insonnia, un fenomeno tipico è l'inerzia del sonno (sleep inertia), cioè una sensazione di sonnolenza e intontimento accompagnate da una scarsa performance della memoria a breve termine e della velocità di pensiero. L'inerzia del sonno dura da mezz'ora a due ore dopo il risveglio e che può portare a riaddormentarsi, per cui la qualità del sonno futuro viene compromessa. La routine che contrasta l'inerzia del sonno è detta RISE-UP, cioè resistere alla tentazione di dormire (Resist the urge to hit the snooze button), incrementare l'attività durante la prima ora dopo il risveglio (Increase activity for the first hour after waking), farsi la doccia o lavarsi la faccia e le mani con acqua fredda (Shower of wash your face with cold water), esporsi alla luce del sole per interrompere la produzione di melatonina (Expose yourself to sunlight) e ascoltare musica allegra (Upbeat music). In aggiunta, si può anche telefonare a un amico. Un'altra soluzione è assumere caffè dopo il risveglio; tuttavia, la caffeina per fare effetto pieno ha bisogno di circa 30 minuti.

## L'impatto delle malattie neurodegenerative

### Malattia di Parkinson
I pazienti affetti dalla malattia di Parkinson mostrano dei disturbi del sonno notati già dallo stesso James Parkinson. Lui stesso notò che i pazienti allo stadio terminale mostravano stanchezza estrema e sonnolenza estrema; questi due sono sintomi della malattia non-motori, che si sviluppano dopo quelli motori. Altri due sintomi non motori sono la depressione e l'ansia. Altri disturbi del sonno legati alla malattia di Parkinson sono l'insonnia, lo scombussolamento della fase REM, la sindrome delle gambe senza riposo (o "malattia di Willis-Ekbom"), l'apnea ostruttiva del sonno, il risveglio precoce, una riduzione del tempo totale di sonno e una frammentazione del sonno a causa dei risvegli notturni (WASO, Wakefulness After Sleep Onset). La frammentazione del sonno è un sintomo non-motorio che può essere eccezionalmente osservato fin dall'esordio della malattia e rende il sonno poco efficiente. Fino all'80% dei pazienti dice di effettuare da due a cinque risvegli notturni. La difficoltà ad addormentarsi e i risvegli notturni sono tipicamente causati dalla sindrome delle gambe senza riposo e possono essere aggravati da problemi annessi al Parkinson, come ad esempio l'ipertrofia prostatica benigna e l'uso di farmaci diuretici che portano alla nocturia, cioè alla necessità di svegliarsi per urinare in piena notte per problemi prostatici o risposta a medicinali. Se il Parkinson si unisce alla depressione, che è uno dei sintomi non-motori, la fase REM si allunga e inizia in anticipo. Anche i problemi di dolore cronico possono aggravare i problemi di sonno; circai l 46% dei pazienti affetti da Parkinson prova anche dolori cronici. In generale, la qualità del sonno è scarsa nei pazienti affetti dal Parkinson. Alcuni disturbi del sonno abbassano notevolmente la qualità della vita dei pazienti; ad esempio, la difficoltà ad addormentarsi e stare addormentati porta a malesseri diurni come fatica, irritabilità, malessere e difficoltà a concentrarsi più eventuali manifestazioni fisiche come tensione muscolare, palpitazioni e emicranie mattutine. I malesseri diurni e i problemi del sonno possono essere aggravati proprio dalla presenza della depressione, per cui la depressione non si limita a peggiorare il sonno notturno. I problemi di apnea ostruttiva del sonno possono portare a loro volta a ulteriori problemi fisici come le malattie cardiovascolari e malattie cerebrovascolari. In generale, dal 50% all'81% dei pazienti affetti da Parkinson mostra problemi nel sonno; l'insonnia da condizione medica nello specifico ha una maggiore prevalenza nelle donne e nei pazienti affetti anche da depressione. A sua volta, la depressione è presente in fino a metà dei pazienti.
Una ricerca in particolare tratta l'eventuale combinazione delle alterazioni del sonno nel Parkison e come tali disordini interagiscono tra loro.
L'apnea ostruttiva nei pazienti è generalmente trattabile con le terapie di pressione positiva delle vie aree (cioè ventilazione meccanica) e mezzi di avanzamento mandibolare e terapia posizionale (cioè orientata al miglioramento della postura durante il sonno); nei casi estremi, si ricorre a un intervento chirurgico.

### Malattia di Alzheimer
La malattia di Alzheimer è correlato all'insonnia e il decorso dell'insonnia influenza i sintomi e il progresso della malattia di Alzheimer. In generale, i pazienti registrano un aumento dei problemi legati al sonno man mano che la malattia avanza. Alcuni problemi sono la riduzione del tempo totale di sonno, dell'efficienza del sonno, della fase REM e della fase NREM. Questi ultimi due problemi sono fortemente associati alla gravità del deterioramento cognitivo nei pazienti affetti dall'Alzheimer. Altri problemi sono la frammentazione del sonno, cioè la disritmia circadiana, che porta a risvegli notturni e frequenti sonnellini diurni. Gaur, Kaliappan e Balan (2022) discutono anche i possibili meccanismi che la deprivazione del sonno innesca e che portano alla malattia di Alzheimer.

### Sclerosi multipla
La sclerosi multipla è connessa a un peggioramento della qualità del sonno; in particolare, il problema più diffuso è quello di un dissestamento del ritmo circadiano, a cui si aggiunge l'insonnia, la scarsa qualità del sonno, la sindrome delle gambe senza riposo e l'eccessiva sonnolenza diurna. Questi problemi sarebbero connessi ad alcuni sintomi della sclerosi multipla, come ad esempio la fatica, i problemi cognitivi, l'ansia e la depressione. Inoltre, uno studio ha evidenziato con la scarsa qualità del sonno e l'insonnia sono fortemente correlate alla fatica, mentre non lo sono il numero di risvegli notturni e l'intera durata del sonno. Più l'età dei pazienti e la gravità della malattia sono alte, più i disturbi del sonno sono presenti e pesanti. Fattori come l'immunoterapia, gli effetti collaterali dei trattamenti e il dolore possono contribuire ad alterare il sonno nei pazienti. I pazienti svilupperebbero problemi del sonno forse a causa del basso metabolismo nella regione frontale e nel talamo (Ruiz-Rizzo et al., 2022). Inoltre, ci sarebbero altre cause legate ai percorsi interrotti della melatonina ("interrupted melatonin pathways"; Barun, 2013).

## Disturbi mentali e del neurosviluppo collegati

### Depressione
La depressione ha effetti misti sulla qualità e quantità del sonno: in 3/4 dei pazienti, provoca l'insonnia; più in generale, esiste un link tra depressione e scarsa qualità e quantità del sonno mentre nel 40% dei pazienti giovani provoca ipersonnia, cioè il sonno eccessivo durante il giorno; di contro, nei pazienti adulti è una condizione rara e atipica. In 3/4 dei pazienti, per la precisione, si registrano difficoltà a iniziare il sonno o a mantenerlo, per cui i risvegli in piena notte sono frequenti e il sonno è poco efficiente. I disturbi del sonno sono inoltre fortemente correlati al rischio di suicidio. Se una terapia contro la depressione non risolve i problemi di qualità e durata del sonno, c'è un rischio alto di ricaduta. La depressione e la scarsa qualità e quantità di sonno hanno probabilmente una correlazione bidirezionale, siccome l'uno può causare l'altro, ma la relazione non è completamente chiara siccome a volte la deprivazione del sonno acuta in ambienti controllati viene usata per trattare la depressione.

### Depressione ante-natale
Una scarsa qualità del sonno prima del parto aumenta le probabilità di sviluppare la depresione ante-natale. La scarsa qualità del sonno prima del parto è dovuta ai frequenti problemi di sonno delle donne incinte (Payne e Maguire, 2019; Warland et al., 2018; Yang et al., 2020). Oltre alla qualità del sonno antenatale, anche i sintomi depressivi, ansiosi e lo stress sono predittivi della depressione post-partum a 6 settimane dal parto. I problemi di sonno e i sonnellini diurni vanno aggravandosi verso la fine del parto; l'architettura del sonno viene intaccata a causa dei cambiamenti ormonali durante la gravidanza; inoltre, la crescita del feto nel ventre va a comprimere i polmoni e la vescica, per cui la respirazione, l'urinazione e la comodità del sonno sono compromessi. Secondo la National Sleep Foundation of America, almeno il 79% delle donne incinte soffrono di alterazioni del sonno prima del parto. Secondo un'altra stima, almeno metà delle donne incinte soffrono di queste alterazioni.

### Depressione post-partum
Una scarsa qualità del sonno può portare più facilmente alla depressione le donne che sono prossime al parto, cioè alle donne perinatali; questa specifica forma di depressione è collegata alla depressione post-partum. La depressione post-parto non avviene necessariamente per lo stress di dovere crescere un figlio, ma può avvenire per la interruzioni continue del sonno per allattare il neonato durante i primi mesi di vita, per cui il sonno notturno materno è frammentato. Per la precisione, il rischio di sviluppare questo disturbo si colloca nei sei mesi successivi al parto, dunque finché il neonato non compie sei mesi. Probabilmente, la relazione tra il sonno notturno materno e la depressione post-partum è bidirezionale. In base a una meta-analisi, una scarsa qualità del sonno prima del parto aumenta parecchio le probabilità di sviluppare sia la depressione ante-natale che quella post-parto.

### Deficit di attenzione e iperattività (ADHD)
Tra le malattie più gravi che incidono sulla qualità e quantità di sonno si contano la malattia di Parkinson, la schizofrenia e il disturbo da deficit di attenzione e iperattività (ADHD). Entrambe sono collegate a delle produzioni alterate di dopamina, che è un neurotrasmettitore che regola il sonno. In particolare, l'ADHD è caratterizzato apnea del sonno, da movimenti periodici delle gambe (Periodic Leg Movement Disorders, PLMD) e sindrome delle gambe senza riposo, resistenza ad andare a letto, difficoltà a prendere sonno, sonno di durata più breve, risvegli notturni, difficoltà a svegliarsi al mattino e sonnolenza in pieno giorno. Fino al 70% dei bambini con l'ADHD hanno problemi con il sonno con diversi gradi di gravità. In particolar modo, la prevalenza di tali disturbi è più alta nei bambini con l'ADHD di tipo combinato, cioè per cui mostrano sia tratti di iperattività che di deficit di attenzione.

### Schizofrenia
Gran parte dei pazienti affetti da schizofrenia ha disturbi del sonno che si manifestano prima dell'inizio del disturbo, cioè durante la fase prodromica. Alcuni dei fenomeni osservati sono l'insonnia, l'apnea ostruttiva del sonno, la sindrome delle gambe senza riposo, il Periodic Limb Movement Disorder (PLMD), disfunzioni del ritmo circadiano e una cattiva salute in generale (e.g., obesità e fumo); il fenomeno più diffuso è l'insonnia. Inoltre, la maggioranza dei pazienti riporta un sonno di scarsa qualità. Il nesso tra schizofrenia e disfunzione del sonno sarebbe da ricercare nell'iperattività dei recettori D2 della dopamina nello striato, un'area del cervello. La dopamina è un neurotrasmettitore che porta allo stato di veglia e contrasta la melatonina, per cui porta all'insonnia. Tuttavia, nei pazienti schizofrenici si aggiungono le allucinazioni e paranoie, oltre al ritiro sociale e all'attività degli arti durante il sonno. Inoltre, i pazienti schizofrenici che presentano l'apnea ostruttiva del sonno solitamente sono anche obesi; l'obesità può essere già presente o essere indotta dagli effetti collaterali dei farmaci. I pazienti mostrano anche la sindrome da alimentazione notturna (Night eating syndrome, NES), cioè degli episodi di alimentazione eccessiva (iperfagia) durante degli episodi di insonnia clinica; gran parte dei pazienti schizofrenici che soffre di iperfagia nottura è anche obesa. Alcuni pazienti soffrono anche di sogni disforici e la compresenza di insonnia e sogni disforici aumenta il rischio di suicidio. Alcuni pazienti possono anche avere episodi di sonnambulismo. La terapia cognitivo-comportamentale (CBT-I) può offrire aiuto ai pazienti schizofrenici laddove l'intervento non è farmacologico (Freeman, Waite, Startup et al., 2015). Altrimenti, le terapie farmacologiche contro la schizofrenia e l'insonnia che ne deriva prevedono l'uso ad esempio del paliperidone, un farmaco antipsicotico che in base a degli studi ha migliorato l'architettura del sonno precedentemente in dissesto. Un altro farmaco antipsicotico che ha portato a migliorie nel sonno è l'olanzapina e la quetiapina. Due farmaci sedativo-ipnotici usati sono l'eszopiclone e lo zopiclone; il prima cura l'insonnia, mentre il secondo cura l'architettura del sonno.

### Autismo
L'autismo porta a problemi del sonno. In particolare, negli adulti la qualità del sonno è compromessa e porta a una qualità della vita peggiore. Secondo una ricerca, dal 50% all'80% dei bambini autistici hanno problemi del sonno (ritardo nel sonno e scarsa efficienza del sonno). Questi problemi sono causati da alterazioni dei geni CLOCK (Circadian Locomotor Output Cycles Kaput) e della produzione della melatonina, che a loro volta portano a un calo di produzione della melatonina, l'ormone del sonno. La privazione di sonno nei soggetti neuroconvergenti e autistici porta a ansia, depressione e ipersensitività al tocco. I problemi di sonno durante l'infanzia nei soggetti autistici continuano durante la vita adulta, in particolare l'insonnia.

### Anoressia nervosa
Il caso limite di una persona che va a letto a stomaco vuoto è quello dell'anoressia nervosa (AN): gli scombussolamenti ormonali derivati dal rifiuto totale del cibo portano a insonnia e scarsa qualità del sonno e, nei casi più gravi, può portare anche a sei notti di fila senza dormire. In alcuni pazienti, l'orario di inizio di sonno è regolare, mentre in altri pazienti è estremamente variabile. Inoltre, i pazienti anoressici hanno una durata della fase REM più bassa, si svegliano in piena notte e a volte, durante il sonno, dicono di avvertire troppo caldo, troppo freddo o una generica sensazione di dolore. Oltre agli scombussamenti ormonali, in generale la malnutrizione può portare a danni in alcune reti neurologiche, incluse quelle che regolano il sonno. Per esempio, la riduzione della forza delle connessioni nel talamo a causa della denutrizione portano a problemi di sonno. Inoltre, l'anoressia porta a aumentare la concentrazione di un ormone neurotrasmettitore nell'ipotalamo, l'oressina A (OXA), che porta allo stimolo della fame quando non è disponibile cibo in abbondanza e contestualmente a problemi di sonnolenza. Viceversa, l'assenza di oressina A nel cervello porta alla narcolessia, che è una forma comune di ipersonnia. Nei pazienti che soffrono di anoressia nervosa, la qualità del sonno è ulteriormente minata dai sogni disforici; gli incubi rispecchiano le loro preoccupazioni psicologiche sul cibo, ansia e perfezionismo.

### Bulimia nervosa
Il secondo caso limite di una persona che va a letto a stomaco vuoto è quello della bulimia nervosa (BN). Anche i pazienti affetti da bulimia nervosa sono affetti da una scarsa qualità del sonno, con conseguenze sulla salute fisica e mentale a cui si aggiungono gli effetti della denutrizione. I pazienti hanno difficoltà ad addormentarsi, sentono sonnolenza in pieno giorno sia per il sonno irregolare che per la sensazione di fatica, hanno una fase REM più breve, cefalee al risveglio e hanno l'abitudine di dormire di più in pieno giorno. Inoltre, la scarsa qualità del sonno porta a sentire con più difficoltà la motivazione per guarire dalla malattia. La bulimia porta ai primi problemi di sonno a causa dell'uso dei purganti: infatti, le abbuffate seguite dalla diarrea autoindotta portano a difficoltà nella regolazione del livello di zuccheri/glucidi (glicemia), per cui ne derivano degli scombussolamenti ormonali che portano a difficoltà a controllare la temperatura corporea. Questa difficoltà porta al disturbo del sonno. La mancanza di sonno insieme al generico stress e ansia a loro volta portano alla produzione del cortisolo (l'ormone dello stress) che a sua volta innesca la fame nervosa. Pertanto, questa fame nervosa può accentuare gli episodi di binge eating legati alla bulimia nervosa. Nel momento in cui si pratica il binge eating, il paziente vi ricava un incremento improvviso nel sangue del livello di zucchero/glucidi che interferisce anch'essa con il sonno siccome provoca una sensazione di calore e la sudorazione notturna; l'interferenza è ancora più accentuata se gli episodi di binge eating avvengono in piena notte, per cui il ritmo circadiano è disturbato. Pertanto, gli episodi di binge eating che costellano la bulimia nervosa portano a un circolo vizioso, per cui il sonno di qualità e quantità scarsa e il binge eating si alimentano l'un l'altro. Anche i pazienti che soffrono di bulimia nervosa soffrono di incubi a tema cibo, ansia e perfezionismo. Secondo uno studio sulla qualità del sonno nei pazienti affetti sia da bulimia nervosa che anoressia nervosa, tutti i pazienti si lamentavano di soffrire di parasonnie, insonnia e ipersonnolenza. Il 56,5% dei pazienti soffriva di insonnia iniziale, il 47,8% soffriva di sonno interrotto, il 39% soffriva di parasonnie e il 21,7% aveva l'insonnia tarda e l'ipersonnolenza. Secondo uno studio di Kim, Jung, Shin et al. (2010) svolto su 400 pazienti che avevano entrambe le malattie, il 50,3% dei pazienti ha raccontato di avere problemi del sonno; i problemi erano maggiormente riportati dai pazienti affetti da bulimia nervosa che praticavano il binge eating e usavano purganti.
La psicoterapia cognitivo-comportamentale (CBT) può aiutare i pazienti affetti da disturbi dell'alimentazione (dunque sia anoressia nervosa che bulimia) a migliorare la qualità del sonno. In particolare, una versione che è specializzata sul trattamento dell'insonnia è la psicoterapia cognitivo-comportamentale-insonnia (Cognitive Behavioral Therapy-Insomnia, CBT-I).

### Disturbo post-traumatico da stress (PTSD)
I pazienti affetti da disturbo post-traumatico da stress (PTSD) hanno una scarsa quantità e qualità del sonno siccome l'80-90% è soggetto a insonnia e il 50-70% a incubi. Inoltre, mostrano delle parasonnie (Disruptive Nocturnal Behaviors, DNB), cioè degli elementi disturbanti durante il sonno, come ad esempio la sudorazione notturna, sogni disforici, movimenti delle gambe (PLMD) e vocalizzazioni nel sonno anche collegate agli incubi. Probabilmente, il PTSD è collegato a disturbi della fase REM e NREM (Non-Rapid Eye Movements). Inoltre, siccome il sonno regola le emozioni siccome per esempio abbassa la carica emotiva delle memorie; pertanto, i traumi emotivi dei soggetti affetti da PTSD vengono perpetuati dalla scarsa qualità e quantità del sonno. Il PTSD viene dunque perpetuato e aggravato siccome le emozioni negative legate a un trauma vengono consolidate.

### Disturbo bipolare
Anche il disturbo bipolare incide negativamente sulla qualità del sonno. Durante gli episodi maniacali, il 69-99% dei pazienti ha un bisogno di sonno ridotto e un inizio del sonno posticipato, mentre nella fase depressiva i pazienti soffrono di insonnia e, in svariati casi, anche di ipersonnia. In fase depressiva, la fase REM è allungata.

### Disturbo ossessivo-compulsivo
I pazienti che soffrono del disturbo ossessivo-compulsivo tendenzialmente mostrano un sonno irregolare, con difficoltà a prendere sonno e a svegliarsi, più una scarsa qualità del sonno e la sindrome da sonno posticipato (Delayed Sleep Phase Disorder, DSPD). Alcuni disturbi del sonno in questi pazienti sono analoghi a quelli dei pazienti affetti da depressione; non è un caso che esista un alto nesso di comorbilità tra disturbo ossessivo-compulsivo e depressione. Secondo invece Timpano, Carbonella, Bernert et al. (2014), esiste un nesso molto particolare tra insonnia e i pensieri intrusivi e ossessivi del disturbo. Un altro studio simile ha dimostrato come i pensieri ricorrenti negativi hanno in parte una ricaduta sul sonno nei pazienti. Il livello di evitamento esperienziale (experiential avoidance), se moderato, ha un effetto moderatore. L'evitamento esperienziale è un insieme di comportamenti che provocano un sollievo momentaneo; questi comportamenti persistono nel tempo per rinforzo negativo. L'evitamento esperienziale è un fenomeno comune nei disturbi mentali; nel caso della depressione e fobia sociale consiste nell'isolamento, nel caso del PTSD consiste nell'ipervigilanza, nel caso dei disturbi dell'alimentazione consiste nel controllare il cibo o usare lassativi e emetici, in taluni casi di ADHD può consistere nel perfezionismo e nell'autoimposizione di standard molto alti uniti a una costante autocritica e preoccupazioni; nel caso del disturbo ossessivo-compulsivo, consiste in rituali svolti per la paura irrazionale delle conseguenze nel caso in cui vengano svolti (e.g., lavarsi continuamente le mani per paura di essere contaminati). Secondo un altro studio, i pazienti affetti da disturbo ossessivo-compulsivo provavano sensazioni di "dubbio" quando avevano insonnia e incubi; il controllo eccessivo e i rituali di evitamento esperienziale erano correlati alle emozioni negative degli incubi (rabbia, tristezza, vergogna) e al risveglio di colpo dagli incubi.

### Disturbo dissociativo di identità
I pazienti affetti da disturbo dissociativo di identità mostrano delle problematiche nella qualità del sonno: all'interno delle psicosi, la dissociazione è positivamente correlata alla scarsa qualità del sonno. Inoltre, i pazienti che sono stati vittima di traumi cronici hanno un sonno di qualità inferiore ai pazienti che sono stati vittima di un trauma isolato; la dissociazione però peggiorava il sonno solo nei pazienti vittima di un trauma isolato e non di traumi cronici. Pertanto, il nesso tra dissociazione e scarsa qualità del sonno non è assoluto, ma dipenderebbe dalla cronicità del trauma originale. Altre ricerche approfondiscono ulteriormente il nesso tra dissociazione e scarsa qualità del sonno prendendo in esame anche i tratti della personalità.

### Disturbo borderline di personalità
I pazienti che soffrono del disturbo borderline di personalità mostrano un sonno irregolare e dunque dei disturbi del ritmo circadiano, oltre a un sonno poco efficiente e presenza di sogni disforici specialmente nei giorni in cui sono soggetti a maggiore disregolazione emotiva. Ad esempio, l'addormentamento inizia in ritardo (Sleep Onset Latency, SOL) o il paziente si alza frequentemente in piena notte e passa del tempo da sveglio (Wake After Sleep Onset, WASO) o il paziente si sveglia molto presto al mattino (Early Morning Awake, EMA). Inoltre, è registrata una fase REM e NREM più breve o una fase REM troppo lunga. Questi disturbi sono causati dagli sbalzi di umore e dai momenti in cui si sentono senza speranza. Inoltre i soggetti borderline tendono a sentirsi stanchi durante il giorno e possono talvolta idealizzare il suicidio; l'idealizzazione del suicidio è generalmente collegata a problemi del sonno. Anche questo disturbo, insieme ai relativi problemi del sonno, si può curare con la psicoterapia cognitivo-comportamentale per l'insonnia (CBT-I) (Edinger e Means, 2005). Inoltre, la cura della qualità del sonno può migliorare la stabilità dell'umore e il controllo delle emozioni; viceversa, la cura del disturbo migliora il sonno (Gunderson, 2011). Di contro, la scarsa qualità del sonno causata dal disturbo può aggravare ulteriormente i sintomi del disturbo (e.g., disregolazione emotiva, scarsa abilità a prendersi cura di sé e scarsa memoria) in un circolo vizioso. Anche fattori di comorbilità come la depressione, l'abuso di sostanze e il PTSD incidono negativamente sulla qualità del sonno. Probabilmente, i pazienti affetti dal disturbo a livello neurologico hanno problemi nel sonno a causa di anomalie nella corteccia prefrontale, come ad esempio un metabolismo del glucosio ridotto nella corteccia prefrontale e nel cingolato anteriore (anterior cingulate) in pazienti adulti; inoltre, alcuni adolescenti con il disturbo hanno alterazioni strutturali nelle regioni frontolimbiche. Uno studio molto approfondito tra i sintomi del disturbo, i maltrattamenti durante l'infanzia e i problemi nel sonno è stato svolto da Morales-Muñoz, Durdurak, Bilgin et al. (2021). In particolare, il deficit parentale della trascuratezza emotiva, per cui i genitori non reciprocano le emozioni del bambino, è un fattore predittivo dell'insonnia e di una scarsa qualità del sonno, per cui ci si sente stanchi di giorno. I disturbi del sonno durante l'adolescenza sono registrati anche in caso di abusi sessuali, fisici, maltrattamenti emotivi e trascuratezza fisica durante l'infanzia.

### ADHD e bulimia nervosa
L'igiene del sonno nel caso dell'ADHD prevede svariate strategie (Cortese et al., 2013a; Owens, 2008; Yoon et al., 2012) presenti nell'igiene del sonno in persone che non hanno neurodivergenze/neuroatipie:
- un'organizzazione regolare del sonno, con orari di addormentamento e risveglio fissi
- una routine calma e strutturata prima di andare a letto
- evitare la caffeina e nicotina (caffè e cioccolata, sigarette) prima di andare a letto
- evitare l'esercizio fisico prima di andare a letto
- evitare attività allertanti e iperstimolanti come ad esempio l'uso di mezzi elettronici prima di andare a letto
- evitare i sonnellini prima di andare a letto
- evitare di ingerire larghe quantità di liquidi prima di andare a letto per non svegliarsi in piena notte per urinare
- dormire sempre e solo a letto
- usare il letto solo per dormire e non per svolgere altre attività
- minimizzare ogni fonte di luce nella stanza
- regolare la temperatura della stanza
- isolare la camera da letto da rumori, anche usando il rumore bianco
- fare esercizio ginnico al mattino o pomeriggio presto, in modo tale da fare stancare e rilassare il corpo
- praticare la meditazione mindfulness prima di andare a letto, partendo da una sessione di 5-10 minuti
- praticare esercizi di rilassamento progressivo dei muscoli (Progressive Muscle Relaxation, PMR)
- evitare l'uso di marijuana prima di andare a letto nel tentativo di rilassarsi (gli adolescenti che soffrono di ADHD talvolta ricorrono a questa soluzione); per lo stesso motivo, evitare anche l'assunzione di alcolici (etanolo)

Un'altra soluzione è quella di usare la coperta di palline (ball blanket). Queste coperte stimolano i recettori sensoriali nella pelle, muscoli e legamenti che dunque trasmettono dei segnali inibitori al sistema nervoso centrale. Secondo uno studio, l'uso delle coperte di palline diminuiscono il numero di risvegli notturni (Hvolby e Bilenberg, 2011).
Svariate delle soluzioni elencate finora sono valide anche per migliorare la qualità del sonno nei pazienti affetti da bulimia nervosa.
Chi soffre di ADHD può usare dei sonniferi/narcotici per dormire, ma i sonniferi hanno effetti collaterali e non sono una soluzione nel lungo termine ai problemi di sonnolenza, ma sono solo un tampone nel breve termine. Inoltre, l'effetto dei sonniferi può lenirsi nel tempo e il soggetto che li assume può sviluppare dipendenza psicologica da essi.
Nei soggetti che avevano sia l'ADHD che disturbi del sonno, sono state trovate nelle anomalie cerebrali, cioè un volume di materia grigia più basso nel giro frontale medio e inferiore, amigdala, striato e corteccia insulare.

### La malattia di Alzheimer
La terapia non farmacologica per trattare la malattia di Alzheimer e i disturbi che reca alla qualità e quantità di sonno è solitamente la prima a essere usata e consiste nella Bright Light Therapy (BLT) per ripristinare il ciclo circadiano, migliorare il sonno, ridurre i risvegli notturni e prolungare il periodo di veglia durante il giorno. Inoltre, vengono prescritte delle misure di igiene del sonno, come ad esempio minimizzare l'esposizione al rumore e alla luce, insieme a tecniche di rilassamento come la meditazione e lo yoga per contrastare l'insonnia. I trattamenti farmacologici per l'insonnia nei pazienti con l'Alzheimer sono costituiti dalla melatonina, trazodone e ramelteon.

## Effetti dell'uso di sostanze

### Sonniferi
In generale, gli agenti soporiferi e narcotizzanti (cioè i sonniferi/narcotici) come le benzodiazepine, gli antistaminici e i barbiturici possono aiutare la sedazione, per cui è più facile raggiungere la quantità e qualità del sonno in presenza di patologie del sonno; tuttavia, hanno effetti indesiderati. Inoltre, tutte le pratiche basilari di igiene del sonno non prevedono l'uso di farmaci (cioè sono delle soluzioni non farmacologiche).

### Farmaci antidepressivi
L'assunzione di farmaci antidepressivi (uno dei vari tipi di psicofarmaci) disturba il sonno nel breve termine a causa dei loro effetti attivanti, cioè all'attivazione dei recettori serotnergici 5-HT2 e all'incremento della neurotrasmissione noradrenergica e dopaminergica. La noradrenalina in particolare è un ormone dello stress, alla pari del cortisolo; insieme alla dopamina, regola il sonno in quanto sopprime la produzione di melatonina: se la produzione di dopamina da parte dei neuroni dopaminergici è eccessiva (iperdopaminergia), la mente è costantemente sveglia siccome la dopamina è associata allo stato di veglia; di contro, se la dopamina prodotta è troppo bassa, in base agli esperimenti sui ratti diminuisce la lunghezza della fase REM. L'effetto specifico dipende dal tipo di antidepressivo, dalla dose assunta e dal momento in cui sono assunti. Degli esempi di effetti negativi sono l'alterazione della fase REM, la sindrome delle gambe senza riposo, l'apnea del sonno e il bruxismo. I farmaci antidepressivi con effetti sedativi nel breve termine migliorano il sonno, ma un trattamento nel lungo termine anche in questo causa crea problemi. Pertanto, gli antidepressivi contengono una diminuzione della qualità del sonno tra gli effetti collaterali.

### Droghe leggere e pesanti
Riguardo alle droghe (una categoria vasta che include anche la caffeina, teina, nicotina e etanolo), esiste una correlazione tra qualità del sonno e assunzione di droghe: i disturbi del sonno sono spesso una delle cause che portano le persone a drogarsi, a usarle costantemente nel tempo e a essere vittima di ricadute nel momento in cui provano ad abbandonarle; i disturbi del sonno si presentano a volte prima dell'uso, mentre sicuramente si presentano sempre durante l'uso e per un lungo periodo anche dopo il loro abbandono. Secondo uno studio, i bambini che a 11 anni avevano problemi nella durata del sonno usavano droghe o le provavano per la prima volta intorno ai 20-22 anni, in riferimento a cannabis e/o alcol; i problemi nella qualità del sonno invece erano correlati all'uso di alcol, ma non di cannabis. Un altro studio ha esteso i risultati ai bambini di 3-5 e alle bambine di 6-11 anni in particolare in riferimento al binge drinking e dunque all'uso di alcol nella tarda adolescenza. Generalmente, il cronotipo più prono a assumere droghe è quello serale, cioè composto da persone che come abitudine vanno a letto tardi e si alzano tardi (rispetto al cronotipo opposto, cioè alle persone che come abitudine vanno a letto presto e si alzano presto). Nel caso degli adolescenti, il fatto di stare svegli fino a tardi e di restare socialmente attivi può portare all'assunzione di alcol e altre droghe, ma questa spiegazione è insufficiente. Più semplicemente, disturbi come la depressione e contestualmente i disturbi del sonno sono più comuni in soggetti che appartengono al cronotipo serale; i due, combinandosi tra loro, portano a comportamenti impulsivi, a ricerca di sensazioni forti e a processi di ricompensa alterati. Pertanto, questa è una delle varie cause neurobiologiche alla base di questa correlazione.
In tabella, sono indicati alcuni effetti delle droghe sulla qualità e durata del sonno durante il loro uso (SOL = Sleep Onset Latency, cioè ritardo dell'inizio del sonno; SWS = Slow Wave Sleep, cioè sonno a onde lente presente in fase NREM):
| -        | SOL                  | Efficienza del sonno  | % SWS             | % REM                | Ritardo REM         | Tempo totale di sonno |
| -------- | -------------------- | --------------------- | ----------------- | -------------------- | ------------------- | --------------------- |
| Cocaina  | forte aumento        | leggera diminuzione   | leggero aumento   | forte diminuzione    | leggero aumento     | forte diminuzione     |
| Nicotina | forte aumento        | leggera diminuzione   | forte diminuzione | leggere fluttuazioni | leggero aumento     | forte diminuzione     |
| Cannabis | leggere fluttuazioni | [nessun dato preciso] | forte aumento     | forte diminuzione    | leggera diminuzione | leggera diminuzione   |
| Oppioidi | forte aumento        | forte diminuzione     | forte diminuzione | forte diminuzione    | forte aumento       | forte diminuzione     |
| Alcol    | forte diminuzione    | leggera diminuzione   | leggero aumento   | forte diminuzione    | leggero aumento     | leggera diminuzione   |

In quest'altra tabella, sono indicati alcuni effetti delle droghe sulla qualità e durata del sonno dopo almeno una settimana dall'interruzione della loro assunzione. In generale, svariati valori peggiorano:
| -        | SOL                  | Efficienza del sonno | % SWS                | % REM                | Ritardo REM         | Tempo totale di sonno |
| -------- | -------------------- | -------------------- | -------------------- | -------------------- | ------------------- | --------------------- |
| Cocaina  | Forte aumento        | forte diminuzione    | forte diminuzione    | fortemente instabile | forte diminuzione   | forte diminuzione     |
| Nicotina | Leggere fluttuazioni | leggera diminuzione  | leggera diminuzione  | forte aumento        | leggera diminuzione | leggere fluttuazioni  |
| Cannabis | forte aumento        | forte diminuzione    | forte diminuzione    | fortemente instabile | forte diminuzione   | forte diminuzione     |
| Oppioidi | leggero aumento      | leggere fluttuazioni | leggere fluttuazioni | leggere fluttuazioni | leggero aumento     | forte diminuzione     |
| Alcol    | forte aumento        | forte diminuzione    | leggera diminuzione  | forte aumento        | forte diminuzione   | forte diminuzione     |